# José Augusto da Silva Sampaio
José Augusto da Silva Sampaio (Angra do Heroísmo, 28 de Fevereiro de 1852 — Angra do Heroísmo, 6 de Fevereiro de 1914), mais conhecido por José Sampaio, foi jornalista, poeta e professor liceal. Publicou uma obra diversificada que inclui, entre outros géneros, poesia, biografia e escritos técnicos sobre matéria alfandegária. Colaborou em múltiplos periódicos terceirenses, tendo sido fundador e editor de vários deles.

## Biografia
José Sampaio nasceu em Angra do Heroísmo, filho do médico José Augusto Nogueira Sampaio e de sua esposa Emília Augusta da Silva Carvalho, uma família pertencente à mais afluente burguesia angrense. Seu pai era formado em Medicina pela Universidade Católica de Lovaina, naturalista e uma das figuras mais proeminentes do tempo e o seu avô paterno era o cirurgião Manuel Gomes de Sampaio. Foi irmão do médico Alfredo da Silva Sampaio.
Com apenas 18 anos de idade ingressou em 1870 no quadro dos aspirantes das alfândegas, iniciando uma carreira como funcionário aduaneiro que começada como aspirante na Alfândega Marítima de Angra do Heroísmo, nomeado por carta régia de 18 de julho de 1871, o levaria a prestar serviço sucessivamente nas alfândegas do Funchal (como 2.º verificador, nomeado a 10 de dezembro de 1883), Horta, novamente Angra do Heroísmo, Porto (1892) e novamente Funchal e Angra do Heroísmo, onde se aposentou em 1900.
Pertencente a uma família que se destacou pelos seus dotes intelectuais e pela escrita, José Sampaio era considerado um intelectual brilhante. Não tendo prosseguido estudos superiores, foi essencialmente autodidacta, profundo estudioso das matérias aduaneiras, reputado como um dos maiores especialistas na matéria, tendo redigido numerosos artigos sobre questões alfandegárias e técnica aduaneira. Distinguiu-se particularmente na área jurídica e das técnicas aduaneiras, publicando dois volumes (o I de 1064 páginas e o II de 1078 páginas) de um monumental Dicionário de Tecnologia Aduaneira para Portugal e Brasil.
Tendo permanecido em Angra do Heroísmo durante a maior parte da sua carreira aduaneira, em paralelo com o seu trabalho como funcionário das alfândegas dedicou-se ao jornalismo e ao ensino, destacando-se como professor particular de Matemática. Embora sem habilitação académica, foi também por diversas vezes professor provisório do Liceu de Angra do Heroísmo. 
Após a aposentação do serviço alfandegário, dedicou-se quase em exclusivo ao jornalismo e ao ensino liceal e foi amanuense da repartição central do Governo Civil do Distrito Autónomo de Angra do Heroísmo.
No campo da escrita, estreou-se com a publicação em 1870 do livro de poemas Cantos da Mocidade, a que se seguiram obras sobre o ensino, uma monografia sobre o Montepio Terceirense, e várias obras de grande fôlego sobre tecnologia aduaneira. São meritórias as suas obras de poesia.
No campo do jornalismo, a que dedicou boa parte da sua vida, afirmou-se como um liberal moderado, procurando defender as causas que considerava importantes para o progresso da ilha. Com fortes ligações familiares ao Partido Progressista, ainda assim não teve intervenção política relevante.
Redigiu e editou os jornais A Razão (1871-1872) e O Protesto (1877-1878). Foi proprietário e director de Os Açores (1879-1880), O Alerta (1881), O Atleta (intermitente entre 1879 e 1911, órgão do Partido Liberal) e O Diário (1912). Colaborou nos periódicos O Angrense, A Terceira, O Incentivo, O Correio da Terceira,  Jornal do Grémio Literário, 11 de Agosto, A União e Almanaque Insular, entre outros. Enquanto esteve no Porto (1892), fundou e dirigiu uma revista quinzenal para os Açores, denominada Correio de Portugal. Foi colaborador assíduo de Vieira Mendes nos tempos iniciais do jornal A União. Em A União, edições de 3 a 14 de setembro de 1901, publicou uma série de artigos com o título Cartas da Serreta de grande interesse para o conhecimento dos hábitos da burguesia angrense que ao tempo se instalava na freguesia para as festividades de Nossa Senhora dos Milagres.
Foi sócio benemérito do Grémio Literário de Angra do Heroísmo, sócio fundador da Sociedade Filarmónica Terceirense e director do Montepio Terceirense.
Em artigo publicado no jornal A União em 1952, assinalando o centenário do seu nascimento, Joaquim Corte Real e Amaral descreve-o como:
«Proeminente como escritor e jornalista, não o foi menos como homem de sociedade, onde ocupou um lugar de superior relevo pela finura do trato, esmerada educação, e requintado espírito, constantemente enriquecido com a leitura das melhores obras literárias e científicas modernas, tanto nacionais como estrangeiras, que pejavam a sua rica biblioteca, uma das mais completas que houve nesta cidade, em casas particulares.»

## Obras publicadas
Para além de múltiplos artigos deixados dispersos nos periódicos em que colaborou, editou as seguintes obras:
- Cantos da Mocidade, versos, Vila do Topo, 1870;
- Algumas reflexões sobre o ensino público na ilha Terceira, Angra do Heroísmo, 1871;
- Sinopse alfabética das resoluções da Comissão de Pautas e do Conselho Geral das Alfândegas, de 1853 a 1875. Angra do Heroísmo, 1875;
- Esboço biográfico de João Soares de Albergaria, 1871;
- Índices alfabéticos da Gazeta das Alfândegas de 1873 a 1892;
- Dicionário de Technologia Aduaneira para Portugal e Brasil. Lisboa, Imprensa Nacional, l.º vol. em 1899, 2.° vol. em 1900 (só publicado até à letra Cev pois a obra, que se imprimia por conta do Governo na Imprensa Nacional, não foi subsidiada para publicação do restante);
- O Montepio Terceirense. Angra do Heroísmo, 1909.